# Scullin

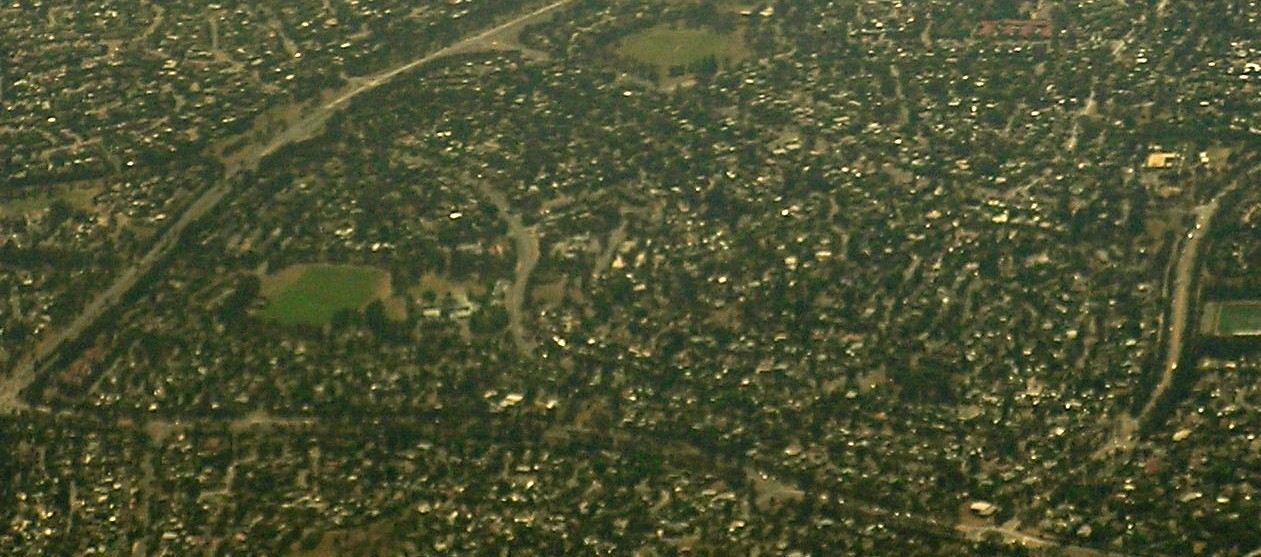
Légifotó Scullinról, nyugat felől

Scullin a főváros, Canberra egyik elővárosa Belconnen kerületben. A város James Henry Scullin-ról kapta nevét, aki ausztrál miniszterelnök volt . A város utcáit ausztrál pilótákról nevezték el. A legközelebbi külvárosok Scullinhoz: Higgins, Florey,  Page,  Hawker. A külvárost a Kingsford Smith Drive, a Belconnen Way, a Southern Cross Drive és a Chewings Street határolja.
Scullin körülbelül 20 perc sétányira van Belconnen Town Centre-től és negyedórányira a Hawker bevásárlóközponttól.A település utcái megtekinthetők a Google Utcakép szolgáltatással.
A Southern Cross Primary School a város területén található.

## Választások
Scullin választási kerület szerint Fraserhez tartozik mind a képviselőház, mind pedig a szövetségi kormány megválasztásának tekintetében. A fraseri választókerületet jelenleg Andrew Leigh képviseli, az Ausztrál Munkáspárt színeiben. 
Az Ausztrál Fővárosi Terület választójogi rendszerében Scullin, Ginninderra választókerületéhez tartozik.

## Földrajza
A szilur földtörténeti korból származó riodácit kőzeteket lehet találni a város területének déli részén, illetve a városközpontban, amelyek a Walker vulkán működésének tanúi.  A terület egy részén a Deakin vulkán lila és szürkészöld dácit kilökődése található, amelyet a vulkán korábbi működései hoztak felszínre.

## Fordítás
Ez a szócikk részben vagy egészben  a   Scullin, Australian Capital Territory című angol Wikipédia-szócikk ezen változatának fordításán alapul.  Az eredeti cikk szerkesztőit annak laptörténete sorolja fel. Ez a jelzés csupán a megfogalmazás eredetét és a szerzői jogokat jelzi, nem szolgál a cikkben szereplő információk forrásmegjelöléseként.